# Antweiler (Mechernich)
Antweiler ist ein Stadtteil der Stadt Mechernich im Kreis Euskirchen in Nordrhein-Westfalen.

## Geographie
Das Dorf liegt in der „Antweiler Senke“, in der es Ton- und Kaolinvorkommen und Tongruben gibt. Es ist der östlichste Stadtteil von Mechernich, der im Norden und Osten an die Stadt Euskirchen grenzt. Westlich liegt der Stadtteil Lessenich, südlich der Stadtteil Wachendorf.

## Geschichte
Am 1. Juli 1969 wurde Antweiler nach Veytal eingemeindet.
Am 1. Januar 1972 wurde die Gemeinde Veytal (mit Ausnahme des Ortsteils Schwerfen, der zur Stadt Zülpich kam) in die Gemeinde (heute Stadt) Mechernich eingegliedert.

## Kultur und Sehenswürdigkeiten

### Obere Burg
Bei der Oberen Burg handelt es sich um den Burgrest einer Wasserburg. Die quadratische Anlage bestand aus einem zweiflügeligen Wohnbau, von dem nur ein Torbogen und ein Turm der Vorburg erhalten sind.

### Untere Burg
Die Untere Burg, auch als Unterburg Antweiler bezeichnete Anlage, ist eine Wasserburg aus dem 16. Jahrhundert.

### Pfarrkirche St. Johann Baptist
Von der ursprünglichen Kirche aus dem 13. Jahrhundert steht heute nur noch der Turm, dieser wurde 1852 um den heutigen Bau der Pfarrkirche St. Johann Baptist ergänzt.

### Kalkarer Moor
Östlich des Ortes – allerdings nicht mehr auf Mechernicher Gebiet – liegt das Naturschutzgebiet Kalkarer Moor / Tongrube Toni. Hierbei handelt es sich um ein kalkhaltiges Niedermoorgebiet westlich und südwestlich der kleinen Ortschaft Kalkar sowie um eine aufgelassene Tongrube mit Baggersee.

### Haus Maria Rast
Das Haus Maria Rast liegt östlich des Ortes auf Euskirchener Gebiet. In dem ehemaligen Kloster befindet sich eine katholische Bildungsstätte in Trägerschaft des Säkularinstitutes der Schönstätter Marienschwestern.

## Verkehr
Am Ortsrand treffen sich die Kreisstraße 24 und die Landesstraße 11.
Die VRS-Buslinie 809 der RVK verbindet den Ort als TaxiBusPlus im Bedarfsverkehr mit Satzvey und Mechernich. Zusätzlich verkehren an Schultagen eine Fahrt nach Euskirchen und zurück sowie einzelne Fahrten der auf die Schülerbeförderung ausgerichteten Linie 867.
| Linie | Betreiber | Verlauf |
| ----- | --------- | --- |
| 809   | RVK       | MiKE (außer im Schülerverkehr): (Euskirchen – Billig – Kreuzweingarten) Antweiler – Wachendorf – Lessenich – Rißdorf – Lessenich – Satzvey Bf – Katzvey – (Kommern-Süd – Kommern –) Mechernich Stiftsweg – Mechernich Bf |
| 867   | Schäfer   | Satzvey – Antweiler – Wachendorf – Lessenich – Rißdorf – Weiler am Berge – Holzheim – Harzheim – (Eiserfey – Vussem – Breitenbenden –) Mechernich Stiftsweg – Mechernich Bf                                              |